# Dichapetalum axillare
Dichapetalum axillare är en tvåhjärtbladig växtart som beskrevs av R.E. Woodson. Dichapetalum axillare ingår i släktet Dichapetalum och familjen Dichapetalaceae. Inga underarter finns listade i Catalogue of Life.